# Дерби Италии
Дерби Италии (итал. Derby d'Italia) — матч между двумя соседями (дерби) — миланским «Интером» и туринским «Ювентусом». 
Матч является одним из самых принципиальных противостояний Италии. 
Более чем 100-летняя история противостояния команд насчитывает свыше 200 матчей в официальных турнирах, сыгравших между собой в Серии А больше матчей, чем любые две другие команды.

## История

### Название
Впервые понятие Дерби Италии (итал. Derby d'Italia) было введено в оборот итальянским журналистом Джанни Брерой в 1967 году

### 1909—1929

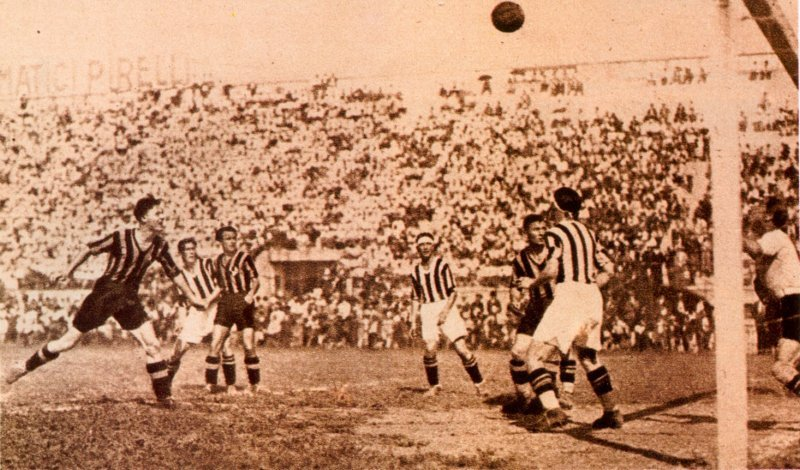
29.06.1930 «Интер» — «Ювентус» 2:0

Первые встречи команд прошли в сезоне 1909/10 года. В Турине «Ювентус» оказался сильнее, тогда как в Милане верх взял «Интернационале». В те годы команды показывали довольно таки высокую результативность. В чемпионате-1911/12 «чёрно-синие» победили дважды — 6:1 дома и 4:0 в гостях, а полузащитник «нерадзурри» Эрманно Аэби провёл в тех играх пять мячей. Причём в первой встрече Аэби отметился четырьмя голами. Спустя два года, в первенстве-1913/14, команды на двоих забили шестнадцать мячей. В тот год, дома, «Ювентус» побеждает 7:2, а в ответной игре «Интер» берёт не менее убедительный реванш — 6:1. Всего же до реорганизации первенства Италии, команды между собой сыграли 23 матча. В 11 матчах успех праздновали футболисты «Интера», 5 матчей завершилось вничью, в оставшихся 7 играх удача сопутствовала «Юветусу»
|         | ЧИ | КИ | Всего |
| ------- | -- | -- | ----- |
| Интер   | 11 | 0  | 11    |
| Ничья   | 5  | 0  | 5     |
| Ювентус | 7  | 0  | 7     |

### 1929—1940
В сезоне 1929/1930 после реорганизации итальянского первенства и образования «Серии-А», прошёл первый объединённый чемпионат Италии по футболу. Первый матч между «Юве» и «Интером» того первенства, состоялся в Турине 2 февраля 1930 года. На гол забитый на 32-й минуте Джузеппе Меаццой Старая Синьора ответила голом Эдмондо Делла Валле, на 56-й. Однако нерадзури усилиями Висентина на 61-й минуте забили победный мяч. В ответном поединке, в Милане, сильнее также оказались чёрно-синие. Победив туринцев со счётом 2:0, «Интер», за тур до конца первенства, стал победителями чемпионата. Последующие пять лет прошли по знаком «Ювентуса». Бьянконери, в упорной борьбе с нерадзури, сумели выиграть пять чемпионатов подряд (1930-1935). Футболисты же «Интера», оказавшись менее удачливыми, уступая туринцам первую строчку, трижды финишировали вторыми. В сезоне 1935/36 команды вновь расположились друг за другом. На этот раз  «Интер» занял 4-е место, а «Ювентуса» — 6-е. В том сезоне, чёрно-синие в Милане оказались наголову сильнее своих соперников. Благодаря хет-трику Джузеппе Меацы и голу Эрнесто Маскерони, нерадзури праздновали победу со счётом 4:0. Ответный матч в Турине,  усилиями Пьетро Серантони, завершился минимальной победой хозяев. В том же году, команды впервые встретились в рамках кубка Италии. Пути грандов пересеклись на стадии 1/8 финала. Матч состоялся в Турине, где вновь победив с минимальным преимуществом, хозяева оказались сильнее. Вторая половина 30-х годов осталась за «Интером». Миланцы дважды выигрывали скудетто (37/38 и 39/40), а футболисты «Ювентуса» довольствовались один вторым местом, и то занятым вслед за нерадзури(1938). В том сезоне, в очном противостоянии, соперники не выявили победителя. Команды с одинаковым счётом 2:1, выиграли свои домашние матчи. Однако волею случая командам суждено было встретится в 1/4 кубка Италии. Матч, как и несколькими годами ранее, вновь состоялся в Турине, где вновь оказался сильнее «Ювентус», который пройдя чёрно-синих в конечном итоге выиграл кубок Италии.
В свете соперничества того времени, интересен случай произошедший в преддверии одного из дерби 30х годов. Лидер чёрно-синих Джузеппе Меацца заключил пари с вратарем и капитаном «Ювентуса» Джампьеро Комби. Комби бросил вызов Меацце, утверждая, что никто, даже Меацца, не сможет обвести его, чтобы забить гол. Джузеппе Меацца принял вызов. Однако Джампьеро Комби, на этом не остановился, он уговорил сделать ещё одну ставку. Несколькими неделями ранее, во время тренировки сборной, Меацца, ударом через себя, забил великолепный гол в ворота Комби. Вратарь «Ювентуса» предложил поспорить на то, что в официальном матче Джузеппе Меацца не сможет повторить свой удар. И эти условия были приняты форвардом нерадзури. Буквально в следующей игре между «Интером» и «Ювентусом», Меацца сумел забить два мяча. Первый гол был забит нападающим миланцев точно также, как неделями ранее был забит гол на тренировке сборной. Второй мяч был забит после того как Джузеппе Меацца прошёл сквозь ряд защитников, и выйдя о один на один с Комби, обыграл последнего финтами. Джампьеро Комби, после пропущенного гола, сразу поднявшись, пожал руку форварду «Интера»

Всего, в период с 1929 по 1940 год, команды, в чемпионате и кубке Италии, встречались 24 раза. Из которых «Ювентус» выиграл 11, а «Интер» 8 матчей 

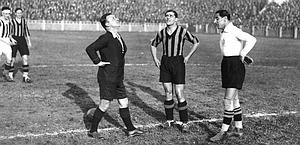
Д. Меацца и Д. Комби, жеребьёвка перед началом дерби

|         | ЧИ | КИ | Всего |
| ------- | -- | -- | ----- |
| Интер   | 8  | 0  | 8     |
| Ничья   | 5  | 0  | 5     |
| Ювентус | 9  | 2  | 11    |

### 1940—1950
1940-е года ознаменовались мировой войной, и рождением великого «Торино», блиставшего в то время на полях Италии. Оказавшись в тени быков, «Ювентус» и «Интер», в отличие от прежних лет, не могли похвастаться большим количеством трофеев. Если бьянконери смогли выиграть второй в своей истории кубок Италии (1941/42),  и, спустя двенадцать лет,  скудетто (1949/50), то неррадзури довольствовались лишь призовыми местами в тройке.  В мае 1949 года, после того как в авиакатастрофе погибают футболисты «Торино», на главную сцену вновь выходят непримиримые соперники «Ювентус» и «Интер».  В победном для себя сезоне 1949/50, на следующий года после трагических событий, «Ювентус» с первых туров захватил лидерство в чемпионате. Походу того первенства туринцы дважды победили «Интер»(4:2 и 3:2), фактически выключив последних из гонки за скудетто.  Выиграв в восьмой раз чемпионат Италии, «Ювентус» опередил занявший третье место  «Интер» на двенадцать очков.
Всего в этот период команды сыграли 21 матч, в 9 из которых победу праздновали футболисты «Ювентуса», а в 6 - «Интера»
|         | ЧИ | КИ | Всего |
| ------- | -- | -- | ----- |
| Интер   | 7  | 0  | 6     |
| Ничья   | 4  | 0  | 4     |
| Ювентус | 9  | 1  | 9     |

### 1950—1960
В сезоне 1950/51 года непримиримые соперники с самых первых туров шли в тройке команд претендующих на звание чемпиона. В том первенстве, в очных встречах «Интер» дважды победил туринцев (3:0, 2:0). Подобно тому как бьянконери годом ранее выключили неррадзури из борьбы за чемпионство, «Интер» развеял мечты «Ювентуса» о скудетто. В итоге, на финише первенства «Интер» был вторым, а «Ювентус» отстав от интеристов на пять очков завершил чемпионат на третьем месте. Следующий год соперники вновь завершили в тройке. Неррадзури заняли третье место, окончив сезон в одиннадцати очках от финишировавшего первым «Ювентуса». Очные встречи между командами завершились с одинаковым счётом (3:2; 2:3) в пользу хозяев. Истинным лидером «Юве» в чемпионском сезоне стал  Джампьеро Бониперти. Позже один из лидеров «Интера», Бенито Лоренци, на протяжении 11 лет участвовавший в дерби, вошедший в историю не только, как один из лучших снайперов противостояния, но и как острослов, с лёгкой руки которого, у легенды «бьянконери» Бониперти появилось прозвище — женское имя Мариса
В первенстве 1952/53, «Интер», произведя ряд перестановок в составе, с первых игр обозначил свои претензии на победу в чемпионате. Оппонентом выступил действующий чемпион «Ювентус», стремящийся подтвердить звании завоеванное в прошлом году. Первая встреча команд состоялась в 15 туре в Милане. К тому моменту неррадзури возглавляли турнирную таблицу, не потерпев при этом ни одного поражения с момента начала чемпионата. «Ювентус» занимал второе место, отставая от лидировавшего «Интера» на три очка. Матч состоявшийся 4 января 1953 года, благодаря голам Лоренци и Скоглунда завершился в пользу миланцев, увеличивших разрыв между командами до пяти очков. Ответный поединок состоялся за три тура до конца чемпионата. Со спортивной точки зрения матч для неррадзури не имел турнирного значения, в Турин «Интер» пожаловал уже в ранге чемпиона, оформив титул матчем ранее. В отличие от своих соперников, бьянконери в борьбе за второе место была необходима только победа. Поединок состоявшийся в мае 1953 года, проходил в упорно равной борьбе. Немотивированный «Интер» ничем не уступал своему сопернику. На 35-й минуте усилиями Бониперти «Ювентус» повел в счёте. Защитник неррадзури Джакомации на 73-й минуте счёт сравнял. Однако за две минуты до конца матча датский нападающий «Юве» Карл Праст забил победный гол, установив тем самым окончательный счёт в матче.
В сезоне 1953/54, «Интер» и «Ювентус» будучи на голову сильнее остальных команд, вели между собой борьбу за скудетто. Первый матч прошедший в Турине победителя не выявил, команды сыграли вничью 2:2. Ответный матч должен был состоятся в Милане за семь туров до конца первенства. Команды подошли к матчу занимая первые две строчки в турнирной таблице. «Ювентусу», имевшего тринадцатиматчевую беспроигрышную серию, для сохранения за собой первой строчки достаточно было сыграть вничью, в отличие от «Интера», которому была необходима победа. Кроме того, принципиальным матч был и для тренера неррадзури Альфредо Фони, в течение тринадцати лет, в качестве игрока, защищавшему цвета бьянконери. В то время в составе «Интера» блистал один из лучших футболистов Швеции всех времён Леннарт Скоглунд, имевший репутацию плейбоя и завсегдатая миланских баров. Накануне матча швед обещал руководству клуба воздержаться от походов в питейные заведения, при этом согласно выдвинутому им условию, в случае победы чёрно-синих с разницей в три и более мячей клуб предоставит ему две бутылки самого лучшего виски. «Интер» разгромил «Ювентус» со счётом 6:0, а шведский нападающий забил два мяча и отдал три голевые передачи. Это поражение стало самым крупным поражением «Ювентуса» в дерби Италии. После матча, Леннарт Скоглунд шутя сожалел о том, что за такой результат не потребовал четыре бутылки виски. То поражение дорого обошлось туринцам. «Ювентус» уступил первую строчку «Интеру», которого до конца чемпионата так и не смог догнать. По итогам сезона «Интернационале», опередив на одно очко туринцев, оформили второе к ряду чемпионство, став семикратными чемпионами Италии.
|         | ЧИ | КИ | Всего |
| ------- | -- | -- | ----- |
| Интер   | 5  | 0  | 5     |
| Ничья   | 3  | 0  | 3     |
| Ювентус | 12 | 1  | 13    |

### 1960—1970
Особо принципиальными матчи двух итальянских грандов стали начиная с сезона 1960/61. Тогда чемпионат ознаменовался грандиозным скандалом. За два тура до конца, два главных претендента на чемпионство «Ювентус» и миланский «Интер» играли между собой в Турине. После того как 30-й минуте матча болельщики «Юве» выскочили на поле, поединок был прерван, а туринцам было зачитано техническое поражение со счётом 0:2. Спустя какое-то время начались закулисные игры. Президент «Ювентуса» Умберто Аньелли, будучи по совместительству президентом итальянской футбольной федерации, настоял на переигровки матча. Не согласные с решением федерации, представители «Интернационале», подвергли публичной критике Аньелли, и в знак протеста на матч выпустили игроков своей молодёжной школы, возраст старшего игрока которой не превышал 19 лет. Как результат бьянконери разгромили нерадзури со счётом 9:1, а Омар Сивори, получивший в конце сезона Золотой мяч, установил рекорд первенства, забив 6 мячей в одном матч. Как позже вспоминал форвард туринцев  Джампьеро Бониперти, сначала они были немного смущены тем, что против них вышли играть дети, но Сивори претендовал на «Золотой мяч», и был полон решимости забить как можно больше.  Примечательно, что из того состава «Интера» стали профессиональными футболистами только Маццола, Джужлиемони и Аннибале, причём последние двое, за всю свою карьеру, в высшем первенстве Италии сыграли всего несколько игр.
|         | ЧИ | КИ | Всего |
| ------- | -- | -- | ----- |
| Интер   | 7  | 0  | 7     |
| Ничья   | 6  | 0  | 6     |
| Ювентус | 7  | 1  | 8     |

### 1970—1980
|         | ЧИ | КИ | Всего |
| ------- | -- | -- | ----- |
| Интер   | 4  | 6  | 10    |
| Ничья   | 4  | 2  | 6     |
| Ювентус | 12 | 5  | 17    |

### 1980—1990
|         | ЧИ | КИ | Всего |
| ------- | -- | -- | ----- |
| Интер   | 6  | 0  | 6     |
| Ничья   | 6  | 1  | 7     |
| Ювентус | 8  | 1  | 9     |

### 1990—2000
Новый виток напряжённости в отношениях между клубами возник в сезоне 1997/98, в котором «Юве» выигрывает очередной скудетто, и опять не без помощи судей. В очном противостоянии претендентов на чемпионство «Ювентуса» и «Интера», арбитр матча Чикаринни, за фол Марка Юлиано на Роналдо не поставил в ворота чёрно-белых явный пенальти. Инцидент стал последней каплей в серии ошибок, которые способствовали победе «Ювентуса» в чемпионате. Ошибка судьи долго обсуждалась в итальянском обществе. Полемика была настолько жаркой, что обсуждение действий арбитра привело к массовой драке в парламенте Италии, из-за чего работа последнего была приостановлена. Известный своими высказываниями, легендарный вице-президент «Интера», Пеппино Приско, охарактеризовал судейство в матче, как договор на кражу имущества

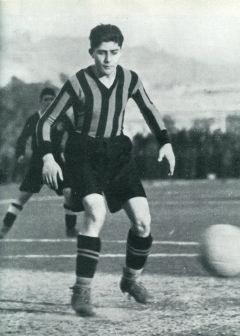
нападающий «Интера» Джузеппе Меацца

|         | ЧИ | КИ | Всего |
| ------- | -- | -- | ----- |
| Интер   | 4  | 2  | 6     |
| Ничья   | 5  | 1  | 6     |
| Ювентус | 11 | 1  | 12    |

### 2000—2010
Первый матч всеитальянского дерби, после возвращения «Ювентуса» из «Серии Б», состоялся в сезоне 2007/2008. Команды сыграли в ноябре 2007 года в Турине. В тот день «Интер» доминируя на поле, усилиями Хулио Рикардо Круса, вполне заслужено повел в счёте. Однако «Ювентус», благодаря рикошету от ноги защитника миланцев, смог отыграться (1:1). В ответной игре на Сан-Сиро, миланцы доминировали весь первый тайм, лишь блестящая игра голкипера бьянконери Буффона, позволила сохранить гостям свои ворота в неприкосновенности. После перерыва, в самом начале второго тайма, туринцы повели в счёте. Отличился Мауро Каморанези, забивший гол из явного офсайда. На 63-й минуте, после ошибки Бурдиссо, Давид Трезеге удвоил преимущество гостей. Спустя 20 минут, на 83-й минуте, «Интер» усилиями Манише отквитал один мяч. Концовка матча прошла очень нервно. Хозяева, устроив штурм ворот «Ювентуса», были близки к тому что бы добиться успеха. На первой добавленной минуте, мяч, после удара Манише, угодил в штангу. Но «Ювентус» выстоял. Победив 1:2, туринцы нанесли первое домашнее поражение «Интеру» в сезоне.
На следующий год, в сезоне 2008/2009, двух матчевое противостояние выиграли миланцы. Победив дом со счётом 1:0, «Интер» оказался сильнее своих извечных соперников. Победный гол на 73-й минуте забил полузащитник недардзури Салли Мунтари. В Турине команды сыграли вничью 1:1. Матч грандов итальянского футбола омрачился расистскими оскорблениями, которым, со стороны болельщиков «Ювентуса», подвергся автор гола гостей Марио Балотелли. В результате действий тиффози «Старой синьоры», откровенно недолюбливающей миланского нападающего, «Ювентус», в качестве наказания, был вынужден провести один матч без зрителей. Позже, в матче с «Удинезе», фанаты «Ювентуса» вновь выкрикивали оскорбления в адрес нападающего «Интера», из-за чего туринский клуб был оштрафован на £ 18 тыс..
Первая втреча сезона 2009/10 состоялась в декабре 2009 года, в Турине. В том матче сильнее оказался «Ювентус», победив «Интер» со счётом 2:1. Однако первый гол в матче записанный на игрока туринцев Фелипе Мело, был забит из явного офсайда, незамеченного бригадой арбитров. В Милане «Интер» взял реванш победив «Ювентус» 2:0, голами за нерадзури отметились Майкон и Это’о. В этом же сезоне команды, на стадии 1/4, встретились в кубке Италии. Игра состоялась на поле миланцев. Проигрывая по ходу матча «Интер» одерживает волевую победу (2:1) и выходит в полуфинал.
|         | ЧИ | КИ | Всего |
| ------- | -- | -- | ----- |
| Интер   | 5  | 2  | 7     |
| Ничья   | 7  | 3  | 10    |
| Ювентус | 6  | 0  | 6     |

### 2010—2020
В последующих двух сезонах (2010/2011 и 2011/2012) команды встречались четыре раза: трижды победу праздновал «Ювентус», ещё один матч завершился нулевой ничьей
К первому дерби сезона 2012/13 команды подошли занимая первые две строчки турнирной таблицы. Поединок состоялся 3 ноября 2012 году в Турине. Футболисты «Ювентуса» забили гол в ворота нерадзури уже на первой минуте матча, однако сделали это из явного положения внеигры. Напряжение в матче нарастало. В какой-то момент болельщики «Ювентуса» стали кидать в судью за воротами обрывки баннера, и петь песни, высмеивающие больное сердце Антонио Кассано. Тем временем на поле, после пропущенного гола, «Интер» пошёл в атаку. Хозяева, видя, что инициатива уплывает, начали нервничать. Лихтштайнер получил «желтую карточку», а следом должен был получить вторую и покинуть поле. Однако судья, прозевав момент, не удалил игрока туринцев. После перерыва «Интер» бросился с новой силой штурмовать ворота «Ювентуса», в результате, благодаря дублю Диего Милито и голу Родриго Паласио, миланцы со счётом 1-3 одержали победу в Турине.

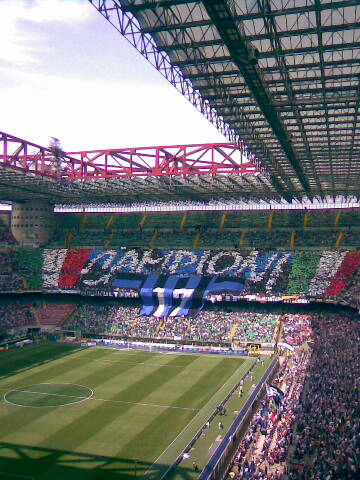
Фанаты «Интера» на стадионе им. Джузеппе Меацы в сезоне 2008—2009

После матча на пресс конференции, тренер «Интера» Андреа Страмаччони заявил о том, что он, ещё до матча, был раздражён издёвками представителей «Ювентуса» над его тактической схемой. Напоследок миланский тренер прокомментировал провокационный девиз «Ювентуса» («30 на поле»), который подразумевал и два скудетто, которых туринский клуб лишился после скандального процесса «Кальчополи».: 
"Ювентус" продолжает говорить, что судить нужно только о том, что происходит на поле, на поле, на поле - так вот на поле победил "Интер"
После матча итальянская пресса сообщала что арбитр матча Паоло Тальявенто может быть дисквалифицирован. Ему ставят в вину забитый на гол Видаля после офсайда у Квадво Асамоа, а также тот факт, что защитник «Ювентуса» Штефан Лихтштайнер не был удалён в первом тайме за две жёлтых карточки. Примечательно, что матч лидеров сезона 2011/12 «Милана» и «Ювентуса», в котором не был засчитан чистый гол миланцев, так же судил Тальявенто.
30 апреля 2013 состоялось очередное «Дерби Италии»."Ювентус" в гостях нанёс поражение «Интеру» со счётом 2:1. На мячи Фабио Квальяреллы и Алессандро Матри миланцы ответили лишь голом Родриго Паласио.
В сезоне 2017/2018 первое дерби состоялось в Турине. Первые пол часа игры прошли без острых моментов, мяч в основном находился в центре поля. Минут за десять до конца первого тайма «Юве» взвинтил темп, и имел несколько моментов. Во втором тайме бьянконери продолжили прессинг гостей, последние в свою очередь отошли в оборону, и начали замедлять игру. В одном из своих немногочисленных моментов, форвард неррадзури Мауро Икарди нанес удар из центра штрафной площади. Под мяч летящий в ворота в подкате начал стелиться Мехди Бенатия, который не успел накрыть удар, и падая рукой преградил путь летящему в ворота мячу. Судья никак не отреагировал на это и игра продолжилась. В результате упорной борьбы, при явном преимуществе «Ювентуса», команды довольствовались нулевой ничьей.
К ответной встрече на Сан-Сиро команды подошли в разном состоянии. «Ювентус», в предыдущем туре после поражения на своем поле прямому конкуренту, возглавлял турнирную таблицу Серии А, опережая Наполи на 1 очко. «Интер» имел в активе 66 зачетных баллов и находился на 5 месте, отставая от занимающих лигочемпионские места «Ромы» и «Лацио» лишь на 1 очко. Матч ставший центральным собрал на стадионе 78 тысяч 328 болельщиков, а Интер установив рекорд чемпионата Италии заработал на билетах рекордные 5 млн евро (до этого рекорд также принадлежал Интеру). Пикантность матчу придавал тот факт, что именно в этом месяце исполнялось 20 лет легендарному матчу, в котором «Юве» со скандалом обыграл «Интер» благодаря неназначенному пенальти. В связи с чем болельщики «Интера» устроили большой перфоманс: первые пять минут стадион молчал в поддержку всех команд, которые, по мнению миланских фанатов, обокрал «Ювентус». На большом баннере «Ювентус» был изображён на фоне в виде Пиноккио, чей выросший от вранья нос как клюка держит ряд трофеев на фоне утверждений «Мы никогда не были в серии B» и «7 выигранных финалов Лиги Чемпионов». Целая группа баннеров напоминала гостям об их проигрышах в финале Лиги Чемпионов. Матч начался без раскачки, и уже на 14-й минуте Дуглас Коста открывает счет в матче. Спустя четыре минуты, судья за фол на Манджукиче, показывает Матиасу Весино жёлтую карточку, однако тут же обратившись к VAR — меняет жёлтую на красную (Примечателен тот факт, что шесть последних красных карточек игроки «Интера» получили в играх с «Ювентусом»). Решение арбитра вызывало у неррадзури волну недовольства. Первый тайм заканчивается с минимальным преимуществом гостей. Оставшись в десятером, «Интер» после перерыва, стал во всю переигрывать «Ювентус», что в конечном итоге вылилось в гол Мауро Икарди и автогол Бардзальи. В самом конце бьянконери смогли дважды отличиться и вырвать победу. После матча на главного арбитра Даниэле Орсато обрушился шквал критики со стороны футбольной общественности и СМИ. Оценки судейства были рекордно низкими. Рефери в укор ставилось плохое судейство повлиявшее на исход матча. Итальянская спортивная пресса отмечала что удаление Весино было допустимым, но слишком жестоким. Судья вполне мог обойтись жёлтой карточкой. При этом, согласно футбольным экспертам, если арбитр задал такую планку, он должен был в такой же ситуации удалять Барцальи за фол на Икарди. Однако игрок бьянконери в аналогичной ситуации получил лишь жёлтую карточку. Далее арбитр продолжил ошибаться в пользу гостей. Самая большая — не показанная вторая жёлтая карточка Миралему Пьяничу за фол на Рафинье. «La Gazzetta dello Sport» отмечая происходившее на поле, напомнило что точно в такой же ситуации Даниеле Орсато, в матче первого круга дал красную карточку игроку «Торино», который влетел в игрока «Ювентуса». «Corriere della sport» подводя итог матчу отметило::
Арбитр Орсато повлиял не только на судьбу титула, но и на борьбу за Лигу чемпионов. Удаление Весино было очень спорным, особенно в сравнении с другими фолами: Пьянича и Бардзальи
После матча Федеральную прокуратору заинтересовалась двумя эпизодами случившимися в рамках «Дерби Италии»: Первым моментом стал диалог между Массимилиано Аллегри с Паоло Тальявенто после матча, во время которого наставник туринцев открыто хвалит судей за проделанную работу. Другим подозрительным эпизодом стал момент в самом конце матча, когда Паоло Тальявенто произносит слово «Vinciamo» («Победа»). В мае 2020 бывший прокурор Джузеппе Пекораро заявил, что тогда следственный комитет в рамках проверки матча, буквально сразу после финального свистка, запросил у ассоциации футбольных арбитров аудиозапись переговоров Орсато со своими ассистентами. Однако запись была получена довольно таки поздно, спустя 6 месяцев. При этом в самой записи отсутствовал интересующий следствие момент — переговоры по поводу нарушения Пьянича. Таким образом непонятным образом исчезли возможные улики против Орсато и Ювентуса. Как отмечает «Corriere dello Sport» просмотрев матч не трудно убедиться в том, что переговоры между главным арбитром и судьями сидящими за VAR, по поводу фола игрока «Ювентуса», имели место быть. Однако в записи переговоров присутствуют лишь разговор на тему фола совершенного Весино, а записи переговоров касаемые фола Пьянича на игроке «Интера» стерты. В этой связи итальянское спортивное издание обратилось к специалистам читающим по губам. Согласно последним, следящие за VAR судьи сообщили Орсато о том что был контакт. Более того они дважды повторили что это минимум «желтая». В свою очередь Орсато сообщил им что принял эту информацию к сведению, но по факту ничего не сделал чтобы наказать виновника. Спустя три года после матча, Орсато признал что совершил ошибку повлиявшую на исход чемпионской гонки. По его словам он должен был удалять Пьянича за его фол
|         | ЧИ | КИ | Всего |
| ------- | -- | -- | ----- |
| Интер   | 1  | 0  | 1     |
| Ничья   | 1  | 0  | 1     |
| Ювентус | 4  | 0  | 4     |

## 2020 — н. в
В сезоне 22/23 команды в первом матче команды встретились в Турине, где несмотря на большее количество ударов и время владения со стороны «Интера» сильнее оказался «Ювентус». Матч завершился со счетом 2-0. Ответный матч состоялся 19 марта в Милане. «Интер» как и в первом матче быстро захватил инициативу. «Ювентус» в свою очередь играл от обороны. В одной из атак вингер туринцев Костич забил гол в ворота неррадзури. Последние начали апеллировать к арбитру указывая на то, что во время голевой атаки туринцы подыгрывали себе рукой. Из замедленного повтора гола Костича видно, что действия предшествующие взятию ворот миланцев, были омрачены нарушениями правил со стороны игроков «Юве». Перед тем как мяч попал к Костичу, произошло три касания мяча руками футболистов «Ювентуса». В одном случае было касание руки, которой Рабьо попытался обработать опускающийся мяч. После касания руки француза мяч отскочил прямиком в прижатую руку Душана Влаховича. В третьем случае, действия, аналогичные действиям Рабьо, предпринял Душан Влахович, который с целью взять под контроль мяч сделал легкое движение правой рукой в направлении мяча. После соприкосновения его руки с мячом тот вернулся к Рабьо. Затем мяч попал к Костичу, гол которого и решил исход игры. Главный арбитр матча Даниэле Киффи обратился к VAR. После трехминутного совещания, он решив не смотреть эпизод, принимает решение засчитать гол, который как оказалось стал победным для «Юве». После финального свистка разразился настоящий скандал. СМИ и специалисты отмечали, что повтор наглядно показывал ошибку VAR. Гол «Ювентуса» одназначно должен был быть отменен. Имело место быть двойное касание руки, не замеченное рефери Киффи на поле и, что еще хуже, командой VAR. Последние оправдывались отсутствием адекватной картинки. Однако телевизионные каналы, в частности Mediaset, в программе «Прессинг», четко показали все нарушения. Бывший итальянский арбитр Лука Марелли также прокомментировал судейство в матче, отметив что он не совсем уверен, но касание руки у Рабью судя по всему было.

## Статистика встреч

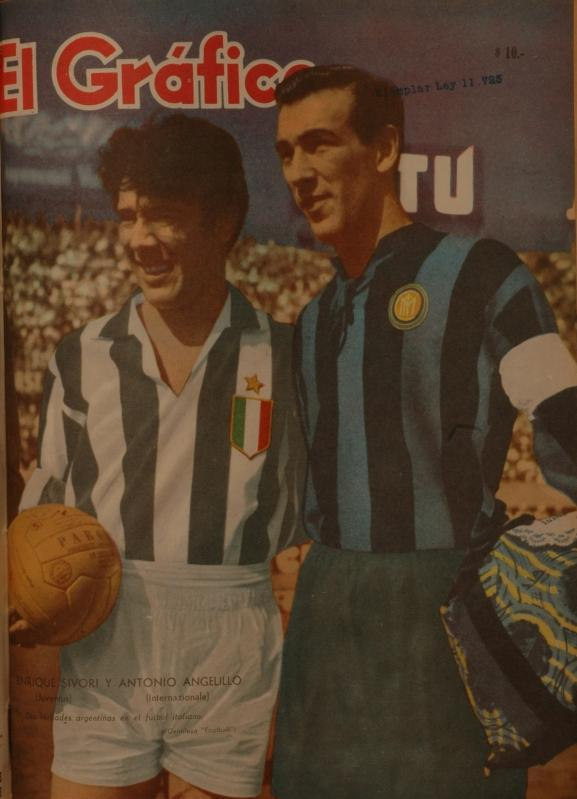
Омар Сивори и Антонио Анджелилло в преддверии «Дерби Италии»

| Интер   | 190               | 58                | 47                | 85                | 240               | 270               |  |  |  |  |  |  |  |
| Ювентус | 190               | 85                | 47                | 58                | 270               | 240               |  |  |  |  |  |  |  |
| Клуб    | Кубок Италии      | Кубок Италии      | Кубок Италии      | Кубок Италии      | Кубок Италии      | Кубок Италии      |  |  |  |  |  |  |  |
| Клуб    | Игр               | Победы            | Ничьи             | Поражения         | Забито            | Пропущено         |  |  |  |  |  |  |  |
| Интер   | 29                | 10                | 7                 | 12                | 35                | 45                |  |  |  |  |  |  |  |
| Ювентус | 29                | 12                | 7                 | 10                | 45                | 35                |  |  |  |  |  |  |  |
| Клуб    | Суперкубок Италии | Суперкубок Италии | Суперкубок Италии | Суперкубок Италии | Суперкубок Италии | Суперкубок Италии |  |  |  |  |  |  |  |
| Клуб    | Игр               | Победы            | Ничьи             | Поражения         | Забито            | Пропущено         |  |  |  |  |  |  |  |
| Интер   | 2                 | 2                 | 0                 | 0                 | 3                 | 1                 |  |  |  |  |  |  |  |
| Ювентус | 2                 | 0                 | 0                 | 2                 | 1                 | 3                 |  |  |  |  |  |  |  |
| Клуб    | Кубок Митропы     | Кубок Митропы     | Кубок Митропы     | Кубок Митропы     | Кубок Митропы     | Кубок Митропы     |  |  |  |  |  |  |  |
| Клуб    | Игр               | Победы            | Ничьи             | Поражения         | Забито            | Пропущено         |  |  |  |  |  |  |  |
| Интер   | 1                 | 0                 | 0                 | 1                 | 0                 | 1                 |  |  |  |  |  |  |  |
| Ювентус | 1                 | 1                 | 0                 | 0                 | 1                 | 0                 |  |  |  |  |  |  |  |
|         |                   |                   |                   |                   |                   |                   |  |  |  |  |  |  |  |
| Клуб    | Всего             | Всего             | Всего             | Всего             | Всего             | Всего             |  |  |  |  |  |  |  |
| Клуб    | Игр               | Победы            | Ничьи             | Поражения         | Забито            | Пропущено         |  |  |  |  |  |  |  |
| Интер   | 221               | 69                | 54                | 98                | 276               | 316               |  |  |  |  |  |  |  |
| Ювентус | 221               | 98                | 54                | 69                | 316               | 276               |  |  |  |  |  |  |  |

| - 26 ноября 1911: «Интер» — «Ювентус» 6:1 - 4 января 1913: «Интер» — «Ювентус» 6:1 - 17 ноября 1935: «Интер» — «Ювентус» 4:0 - 16 октября 1938: «Интер» — «Ювентус» 5:0 - 17 сентября 1939: «Интер» — «Ювентус» 4:0 - 4 апреля 1954: «Интер» — «Ювентус» 6:0 - 11 ноября 1979: «Интер» — «Ювентус» 4:0 - 11 ноября 1984: «Интер» — «Ювентус» 4:0 | - 14 декабря 1913: «Ювентус» — «Интер» 7:2 - 17 января 1932: «Ювентус» — «Интер» 6:2 - 17 мая 1942: «Ювентус» — «Интер» 4:0 - 10 июня 1961: «Ювентус» — «Интер» 9:1 - 19 июня 1975: «Интер» — «Ювентус» 2:6 (кубок Италии) |  |

| №    | гражданство                  | фамилия               | мячей        | мячей   | мячей |
| №    | гражданство                  | фамилия               | в чемпионате | в кубке | всего |
| ---- | ---------------------------- | --------------------- | ------------ | ------- | ----- |
| 1.   | Флаг Аргентины · Флаг Италии | Омар Сивори           | 12●          | 1●      | 131   |
| 2-3  | Флаг Италии                  | Джузеппе Меаца        | 12(●10●2)    | —       | 12    |
| 2-3  | Флаг Италии                  | Роберто Бонинсенья    | 5(●2●3)      | 7●      | 121   |
| 4-5  | Флаг Италии                  | Пьетро Анастази       | 4●           | 5●      | 9     |
| 4-5  | Флаг Италии                  | Алессандро Дель Пьеро | 6●           | 3●      | 91    |
| 6-7  | Флаг Италии                  | Бенито Лоренци        | 8●           | —       | 8     |
| 6-7  | Флаг Италии                  | Луиджи Чевенини       | 8●           | —       | 8     |
| 8-13 | Флаг Аргентины               | Хулио Рикардо Крус    | 4●           | 3●      | 71    |
| 8-13 | Флаг Италии                  | Алессандро Альтобелли | 6●           | 1●      | 72    |
| 8-13 | Флаг Уэльса                  | Джон Чарльз           | 6●           | 1●      | 7     |
| 8-13 | Флаг Италии                  | Джампьеро Бониперти   | 7●           | —       | 7     |
| 8-13 | Флаг Италии                  | Роберто Баджо         | 5●           | 2●      | 73    |
| 8-13 | Флаг Италии                  | Джованни Феррари      | 7(●5●2)      | —       | 7     |

| №    | счёт | место проведения | место проведения | всего матчей |
| №    | счёт | дома             | в гостях         | всего матчей |
| ---- | ---- | ---------------- | ---------------- | ------------ |
| 1.   | 1:0  | 38 (●26●12)      | 8(●2●6)          | 46           |
| 2-3. | 2:0  | 20(●14●6)        | 10(●5●5)         | 30           |
| 2-3. | 2:1  | 18(●9●9)         | 12(●10●2)        | 30           |
| 4.   | 0:0  | 20(●8●12)        | —                | 20           |
| 5.   | 1:1  | 19(●8●11)        | —                | 19           |
| 6.   | 2:2  | 15(●3●12)        | —                | 15           |
| 7.   | 3:1  | 9(●4●5)          | 5(●2●3)          | 14           |
| 8.   | 3:2  | 8(●5●3)          | 2(●1●1)          | 10           |
| 9.   | 4:2  | 5(●3●2)          | 3(●2●1)          | 8            |
| 10.  | 3:0  | 5(●3●2)          | 2(●1●1)          | 7            |
| 11.  | 4:1  | 4(●3●1)          | 2(●2●0)          | 6            |
| 11.  | 4:0  | 5(●1●4)          | 1(●0●1)          | 6            |